# Holothuria atra
Holothuria atra е вид морска краставица от семейство Holothuriidae. Видът не е застрашен от изчезване.

## Разпространение и местообитание
Разпространен е в Австралия, Американска Самоа, Бангладеш, Бахамски острови, Бахрейн, Британска индоокеанска територия, Бруней, Вануату, Виетнам, Гуам, Джибути, Египет, Еквадор (Галапагоски острови), Еритрея, Йемен, Израел, Индия, Индонезия, Йордания, Ирак, Иран, Катар, Кения, Кирибати, Китай, Кокосови острови, Колумбия, Коста Рика, Куба, Кувейт, Мавриций, Мадагаскар, Малайзия, Малдиви, Малки далечни острови на САЩ, Маршалови острови, Мексико, Мианмар, Микронезия, Мозамбик, Науру, Ниуе, Нова Каледония, Обединени арабски емирства, Оман, Острови Кук, Пакистан, Палау, Панама, Папуа Нова Гвинея, Провинции в КНР, Реюнион, Самоа, Саудитска Арабия, САЩ (Флорида и Хавайски острови), Северна Корея, Северни Мариански острови, Сейшели, Сингапур, Соломонови острови, Сомалия, Тайван, Тайланд, Танзания, Токелау, Тонга, Тувалу, Уолис и Футуна, Фиджи, Филипини, Френска Полинезия, Шри Ланка, Южна Африка и Япония.
Обитава крайбрежията и пясъчните и скалисти дъна на океани, морета, заливи, лагуни и рифове в райони с тропически климат.

## Описание
Популацията на вида е стабилна.